# Fukuyama Makoto
Makoto Fukuyama là một cầu thủ bóng đá người Nhật Bản.

## Sự nghiệp câu lạc bộ
Makoto Fukuyama đã từng chơi cho Cerezo Osaka.